# 安食重敏
安食 重敏（あじき しげとし、生年不詳 - 天文23年7月18日（1554年8月16日））は、戦国時代の武将。安食重基の子。通称九郎兵衛。子に安食重政 。

## 略歴
守護代織田信友に仕えた。
天文23年7月18日（1554年8月16日）、織田信長が清洲城を攻めた際に討死した。